# Фаупала, Давид
Давид Фаупала (фр. David Faupala; 11 февраля 1997) — французский футболист, нападающий.

## Клубная карьера
Родился в Бюлли-ле-Мин. В 2010 году, в возрасте 13 лет, попал в молодежную академию «Ланса». После удачных выступлений в академии, в 2015 году Фопала согласился присоединиться к клубу английской Премьер-лиги «Манчестер Сити», подписав контракт на три года до 2018 года.
Проведя ряд матчей за дубль манчестерского клуба, в которых забил четыре гола за двенадцать матчей, Фопала был вызван в первую команду «Манчестер Сити» на матч пятого раунда Кубка Англии против «Челси». 21 февраля 2016 в этом матче французский нападающий дебютировал за основной состав клуба и забил гол на 37-й минуте, сравняв счет. Тем не менее команда проиграла со счетом 1:5 и вылетела из турнира.
10 августа 2016 Фопала был отдан в аренду в НАК Бреду на сезон 2016/17. В нидерландском клубе дебютировал 19 августа, когда на 75-й минуте заменил Томаса Агепонга в матче против МВВ Маастрихт (1:2). Его следующее появление состоялась через месяц, 20 сентября, когда он сыграл в Кубке Нидерландов против ВВВ-Венло (0:2). Забил свой первый гол за клуб 25 ноября в игре против «Камбюра» (1:3). Аренда завершилась 2 января 2017, за период которой Фопала сыграл 4 игры и забил один гол.
31 января 2017 Фопала был отдан в аренду в клуб Первой футбольной лиги «Честерфилд» до 30 апреля 2017 года. Дебютировал за клуб 4 февраля, отыграв все 90 минут против «Олдем Атлетик». Забил свой первый гол за «Честерфилд» в своем втором матче против «Нортгемптон Таун» (1:3) 11 февраля. 25 марта Фопала получил красную карточку в добавленное время матча с «Рочдейл». Всего сыграл за клуб в аренде 14 матчей в чемпионате и забил один гол.
6 февраля 2018 «Заря» Луганск на официальном сайте сообщила о подписании контракта с Давидом Фаупалой, по схеме 2+1. Футболист перешел в клуб в качестве свободного агента.
В начале сентября 2018 года стал игроком кипрского клуба «Аполлон».